# (2931) Mayakovsky
(2931) Mayakovsky est un astéroïde de la ceinture principale.

## Description
(2931) Mayakovsky est un astéroïde de la ceinture principale. Il fut découvert le 16 octobre 1969 à Nauchnyj par Lioudmila Tchernykh. Il présente une orbite caractérisée par un demi-grand axe de 2,88 UA, une excentricité de 0,06 et une inclinaison de 2,2° par rapport à l'écliptique.

## Nom
L'astéroïde a été nommé en mémoire du poète et dramaturge futuriste soviétique Vladimir Maïakovski (1893-1930).

## Compléments